# Rataje (tvrz)
Rataje jsou zaniklá tvrz ve stejnojmenné vesnici severně od Bechyně v okrese Tábor v Jihočeském kraji. Nedochovaly se o ní žádné písemné prameny, ale tvrz pravděpodobně existovala ve čtrnáctém až patnáctém století.Její předpolí však bylo osídleno už v mladší době hradištní. Z tvrze se dochovalo pouze tvrziště s terénními relikty opevnění, které jsou chráněny jako kulturní památka. Její existence byla doložena archeologickým výzkumem. Prostor tvrziště slouží jako soukromá zahrada a veřejnosti nejsou volně přístupné.

## Historie
O tvrzi se nedochovaly žádné písemné zprávy. Podle Augusta Sedláčka byla založena ve čtrnáctém století a na počátku patnáctého století zanikla. Vesnice byla roku 1360 rozdělena mezi tři majitele. Jedním byl Petr Stolice z Rataj se synem Janem, druhým Purkart z Rataj a třetím Ješek Svenkla z Vršovic. Na začátku patnáctého století zůstaly jen dva díly. Před rokem 1415 tak jedna část vsi patřila k dobronickému panství a druhá k Podolí, jejichž majitelé měli pohodlnější sídla, takže nepotřebná ratajská tvrz zanikla.
Východní předpolí tvrze bylo osídleno už ve dvanáctém až třináctém století. Archeologickým výzkumem v něm bylo nalezeno množství zlomků keramiky, přeslenů, olověných předmětů a dalších předmětů odkazujících na možnost zpracovávání kovů v prostoru lokality. Nálezy z archeologického výzkumu tvrziště uskutečněného v roce 1985 jsou umístěny v Husitském muzeu v Táboře.

## Stavební podoba
Pro stavbu tvrze byl zvolen výběžek široké ostrožny v nadmořské výšce 405 metrů, vzdálený asi sto metrů od pravého břehu říčky Smutné. Tvrziště měří asi 50 × 40 metrů. Jeho jádrem je nepravidelně oválný středový pahorek s rozměry 22 × 10 metrů. Jediným pozůstatkem obvodového opevnění nebo jiné zástavby je valovitý relikt na východním okraji pahorku. Vnější opevnění tvoří dva příkopy oddělené valem. Vnitřní příkop je hluboký až dva metry a severovýchodním nároží jej přerušuje vstupní šíje. Na východní straně byl do jižního ukončení příkopu postaven novodobý skleník. Vnější příkop dosahuje hloubky až tři metry, ale na severní straně tvrziště byl pravděpodobně zavezen materiálem ze sousedního pole.